# Guérman Stérligov
Guérman Lvóvitx Stérligov (rus: Ге́рман Льво́вич Сте́рлигов) (Zagorsk, avui Sérguiev Possad, RSFS de Rússia, 18 d'octubre de 1966) és un empresari rus.
Va assistir a la universitat però la va deixar. L'any 1990, durant el període de dissolució de la URSS, va ser fonamental en l'intercanvi de mercaderies. L'intercanvi porta el nom del seu gos, Alisa. Després de començar una empresa reeixida a l'edat de 24 anys, Sterligov es va convertir en el primer milionari oficial de Rússia. La seva empresa donava treball a més de 2500 persones i va tenir oficines a la ciutat de Nova York i a Londres. Va arribar a acumular una riquesa de més de mil milions de dòlars. L'any 1996, Sterligov esdevenia més devot en la seva fe ortodoxa russa, però sense abandonar la seva misogínia com denunciaren estudiosos ortodoxos.
A més de la seva fe cristiana ortodoxa, és conegut pel seu nacionalisme rus, participant en diverses campanyes polítiques. Va concórrer a les eleccions per governador del krai de Krasnoiarsk a Sibèria, i per alcalde de Moscou. L'any 2004, Sterligov es va presentar a les eleccions per a la presidència de Rússia, però la seva candidatura va ser vetada pel govern federal
Durant la crisi financera de 2007-2008, Sterligov va fundar el "Centre de Comptabilitat Anti-Crisi", per a donar suport financer al comerç de béns i serveis. També un allotjament comú per pagesos i artesans mentre proporcionava serveis socials i mèdics gratuïts. L'any 2010 va llançar una campanya anti-avortista als mitjans de comunicació d'arreu de Rússia. El desembre del 2010, Sterligov va enviar una carta oberta a Vladímir Putin i Dmitri Medvédev, proposant-los de vendre Sibèria i l'Extrem Orient Rus a altres països després d'haver transferit els russos ètnics que hi habiten a la Rússia europea.
Després del seu fracassat intent de candidat a la presidència, Sterligov va vendre la majoria de les seves accions i se'n va anar a viure al bosc amb la seva família. En declaracions a la BBC va dir que desitjava escapar de "l'atmosfera mercenària, l'enveja i el rebombori" de Moscou. La casa de camp no disposava d'electricitat i era accessible únicament per transport a cavall.
L'any 2015, Sterligov va anunciar que anava a viure a la República d'Artsakh amb la seva muller i cinc fills. Abans va vendre la majoria de les seves propietats a Rússia. Després de traslladar-se a l'Alt Karabakh, Sterligov va anunciar una sèrie de plans per començar un negoci d'agricultura i va declarar que la seva muller obriria una botiga de disseny. El trasllat de Steriglov a l'Alt Karabakh, va causar indignació entre la població de l'Azerbaidjan que internacionalment no reconeix la frontera amb l'Alt Karabakh. Més tard, Sterligov va demanar el reconeixement internacional de l'Artsakh com a estat independent. L'Oficina del Fiscal General de l'Azerbaidjan va denunciar Sterligov per fer declaracions contra l'Azerbaidjan i per travessar la frontera del país il·legalment. L'agost del 2015, la família de Sterligov va retornar a Rússia, però ell no va poder tornar-hi a causa de tenir una ordre de crida i cerca de la Interpol per la demanda de l'Azerbaidjan
L'advocat de Sterligov, Arthur Airapetov, va anunciar que l'Interpol havia suspès la seva cerca internacional el 21 d'agost de 2015. En una declaració va afirmar que "La policia internacional no busca la gent per motius polítics, ja que contradiu els seus estatuts. La comissió de la Interpol ha reconegut que la persecució de Sterligov a l'Azerbaidjan és política".

## Campanya presidencial del 2004
Sterligov va concórrer a les eleccions presidencials russes del 2004, però finalment no va aconseguir registrar-se com a candidat.